# Єзерце-при-Шмартнем
Єзерце-при-Шмартнем (словен. Jezerce pri Šmartnem) — поселення в общині Целє, Савинський регіон, Словенія. 
Висота над рівнем моря: 393,1 м.